# Национальная гвардия Казахстана
Национальная гвардия Республики Казахстан (каз. Қазақстан Республикасының Ұлттық ұланы) — воинское формирование с правоохранительными функциями, входящее в единую систему органов внутренних дел Казахстана.
Национальная гвардия (НГ РК) предназначена для обеспечения безопасности личности, общества и государства, защиты прав и свобод человека и гражданина от преступных и иных противоправных посягательств.

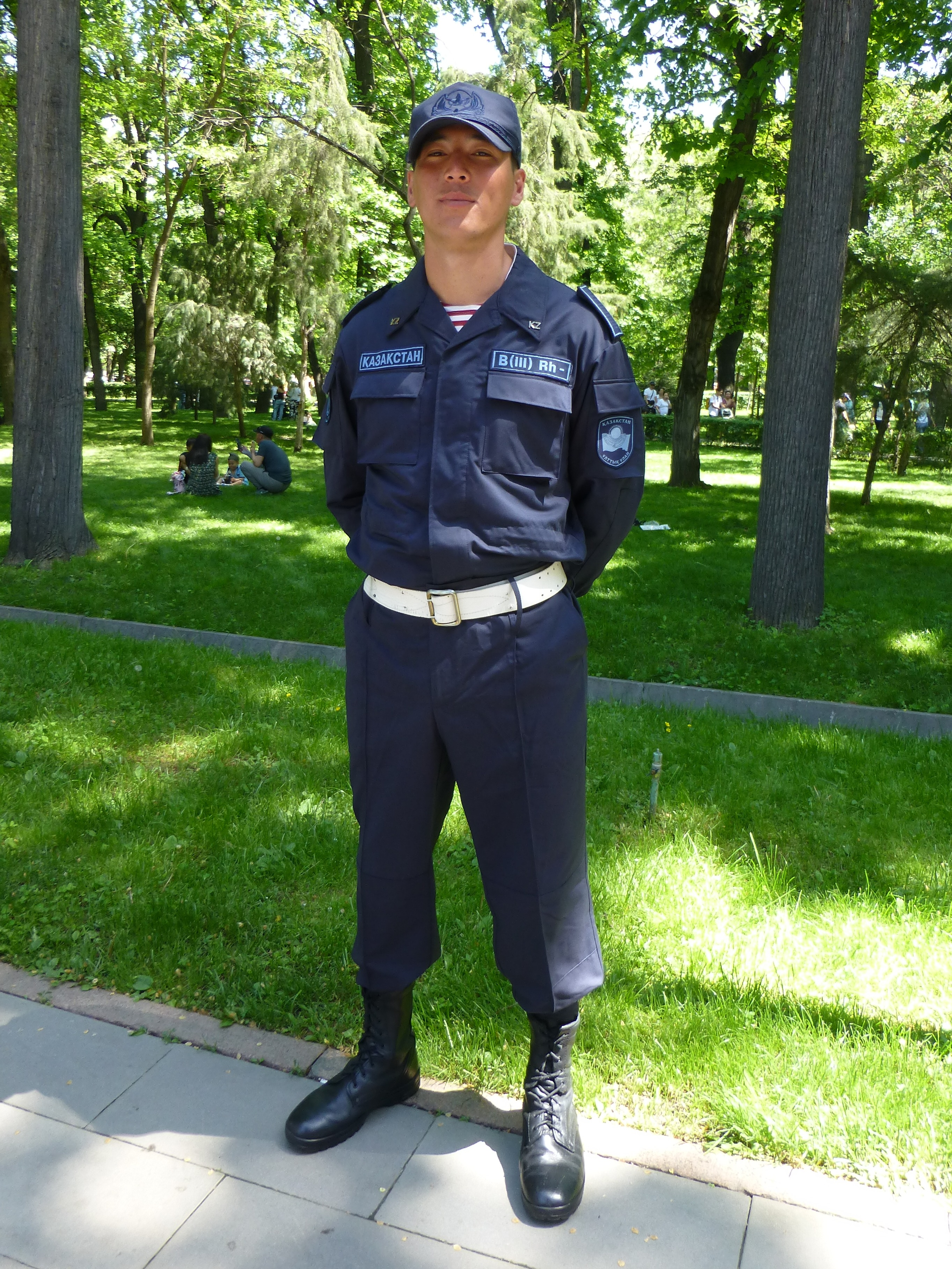
Солдат Национальной гвардии Казахстана.
Тёмно-синий цвет формы по оттенку близок к цвету повседневной формы принятой в Полиции Казахстана.
Алматы. Май 2024

## История
- 21 апреля 2014 года Указом Президента Республики Казахстан от 21 апреля 2014 года № 807[3] Внутренние войска МВД РК были преобразованы в Национальную гвардию Республики Казахстан, входящую в единую систему органов внутренних дел.

## Цели и задачи
При объявлении мобилизации Национальная гвардия включается в состав Вооружённых Сил.
В соответствии с действующей Военной доктриной Республики Казахстан пресечение внутренних вооружённых конфликтов возлагается на Национальную гвардию Республики Казахстан во взаимодействии с органами внутренних дел, Вооружёнными Силами и другими государственными органами Республики Казахстан.
Некоторые подразделения Национальной гвардии входят в состав Коллективных сил оперативного реагирования (КСОР) ОДКБ, в том числе Шымкентский мобильный батальон оперативного назначения и Алматинский отряд специального назначения «Бүркіт» РК «Юг».
Основные задачи Национальной гвардии включают в себя:
1. охрана важных государственных объектов и специальных грузов;
2. участие совместно с органами внутренних дел в охране общественного порядка, пресечении массовых беспорядков, обеспечении общественной безопасности и правовых режимов чрезвычайного и военного положения, антитеррористической операции, участие в ней, а также в мероприятиях по ликвидации последствий чрезвычайных ситуаций природного, техногенного и социального характера;
3. охрана учреждений уголовно-исполнительной системы средней безопасности, максимальной безопасности, чрезвычайной безопасности, смешанной безопасности, за исключением предназначенных для отбывания наказания осуждённых женщин, несовершеннолетних, тюрем и следственных изоляторов;
4. осуществление контроля и надзора за поведением лиц, содержащихся в учреждениях уголовно-исполнительной системы средней безопасности, максимальной безопасности, чрезвычайной безопасности, смешанной безопасности, а также граждан, находящихся на их территории, за исключением предназначенных для отбывания наказания осуждённых женщин, несовершеннолетних, тюрем и следственных изоляторов;
5. конвоирование осуждённых и лиц, содержащихся под стражей;
6. выполнение отдельных задач в системе территориальной обороны Республики Казахстан в военное время;
7. участие в специальных операциях по обезвреживанию вооруженных преступников, прекращению деятельности незаконных военизированных или вооружённых формирований (групп), организованных преступных групп (сообществ) на территории Республики Казахстан;
8. участие в пресечении тяжких и особо тяжких преступлений, диверсий, актов терроризма, вооружённых столкновений и разъединение противоборствующих сторон;
9. выполнение задач в соответствии с международными договорами, ратифицированными Республикой Казахстан.

Иные задачи на Национальную гвардию возлагаются законами Республики Казахстан и актами Президента Республики Казахстан.

## Структура

### Главное командование

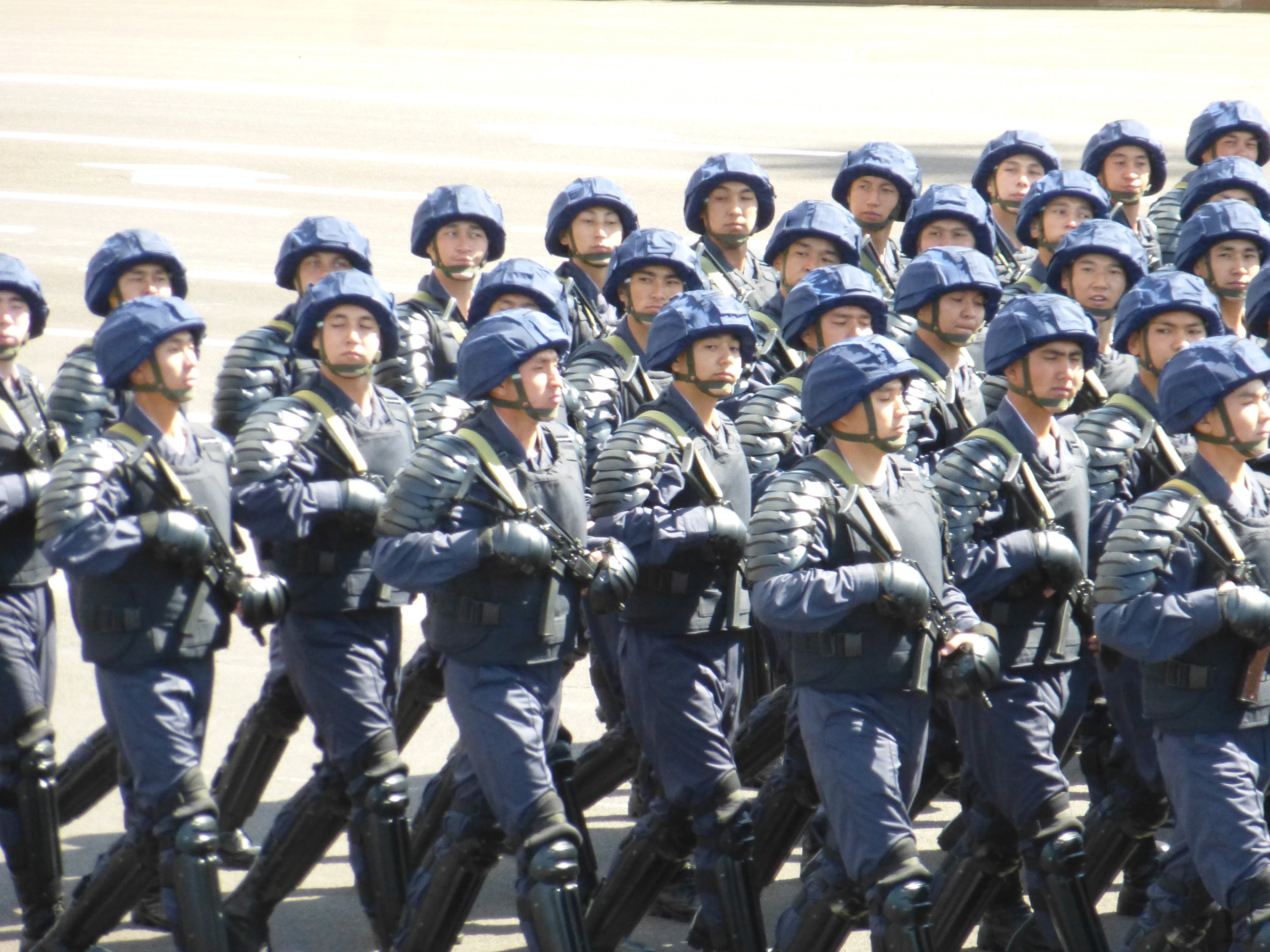
Военнослужащие Национальной Гвардии Казахстана с пистолет-пулемётами ПП-19-01 «Витязь-СН». Астана. 7 мая 2017 года

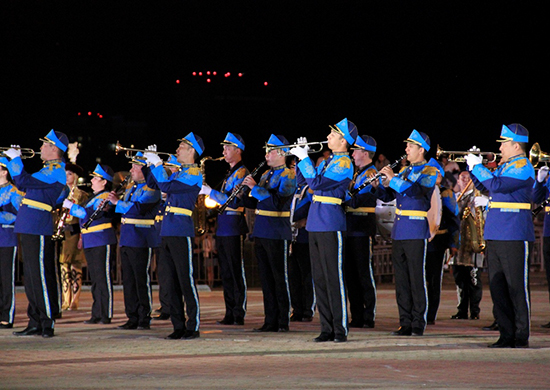
Образцово-показательный оркестр Национальной гвардии

Главное командование Национальной гвардии (на правах комитета) является оперативно-стратегическим органом военного управления Национальной гвардией, предназначен для поддержания постоянной боевой и мобилизационной готовности войск, разработки и реализации планов строительства и развития Национальной гвардии, совершенствования их организационно-штатной структуры, организации служебно-боевой деятельности Национальной гвардии и совместно с Генеральным штабом Вооружённых сил Республики Казахстан планирует варианты совместных действий.
Национальную гвардию возглавляет Главнокомандующий Национальной гвардией, назначаемый на должность и освобождаемый от должности Президентом Республики Казахстан.
Главнокомандующий Национальной гвардии Республики Казахстан: генерал-майор Балтабеков А. С.
Первый заместитель Главнокомандующего Национальной гвардии Республики Казахстан — начальник Главного штаба: генерал-майор Актанов К. М.
Заместитель Главнокомандующего Национальной гвардией: генерал-майор Абжанов Б. С.
Заместитель Главнокомандующего Национальной гвардией по воспитательной и социально-правовой работе: генерал-майор Умбетов К. Ж.
Заместитель Главнокомандующего Национальной гвардией по технике и вооружению: полковник Жуматаев А.Г.
Заместитель Главнокомандующего Национальной гвардией по тылу: полковник Хамидуллин Е. К.

### Региональные командования
Региональное командование Национальной гвардии является оперативно-территориальным органом военного управления, осуществляющим свою деятельность на определённой территории в соответствии с законодательством Республики Казахстан.
Образованы следующие региональные командования с дислокацией их штабов в указанных городах:
- Региональное командование НГ РК «Орталық» (Центр) (Караганда) — командующий генерал-майор Шекарбеков С. А.; Бригада НГ в Караганде. По батальону в Астане, Темиртау, Степногорске.
- Региональное командование НГ РК «Оңтүстік» (Юг) (Алма-Ата) — командующий генерал-майор Амриев Т. К.; Бригада НГ в Алматы.
- Региональное командование НГ РК «Батыс» (Запад) (Уральск) — командующий генерал-майор Казкеев Б. М.; Батальон в Уральске.
- Региональное командование НГ РК «Шығыс» (Восток) (Усть-Каменогорск) — командующий генерал-майор Жумагалиев А. М.; По батальону в Курчатове, Усть-Каменогорске.

Воинская часть 6654 прямого подчинения (Алматинская область, с. Каракемер) — командующий полковник Касымов Ж.Ж.; Бригада НГ в Алматинской область, поселок Каракемер. Является учебной бригадой по переподготовке сержантов и солдат срочной службы

### Другие силы
В составе Национальной гвардии также имеются подразделения специального назначения «Бүркіт» и военная полиция НГ РК.

### Учебные заведения
- Академия Национальной гвардии Республики Казахстан (Петропавловск) — начальник Академии полковник Токушев А.К

### Средства массовой информации
Национальная гвардия издаёт еженедельную газету «Қалқан» (Щит) и журнал «Бүркіт» (Беркут), выходящий в свет раз в квартал.

## Главнокомандующие
- генерал-лейтенант Жаксылыков Руслан Фатихович (2014—2022),
- генерал-лейтенант Ботаканов Еркин Советбекович (2022—2024).
- генерал-майор Балтабеков Ансаган Скендерович (с 2024—по наст.время)

## Форма одежды и знаки

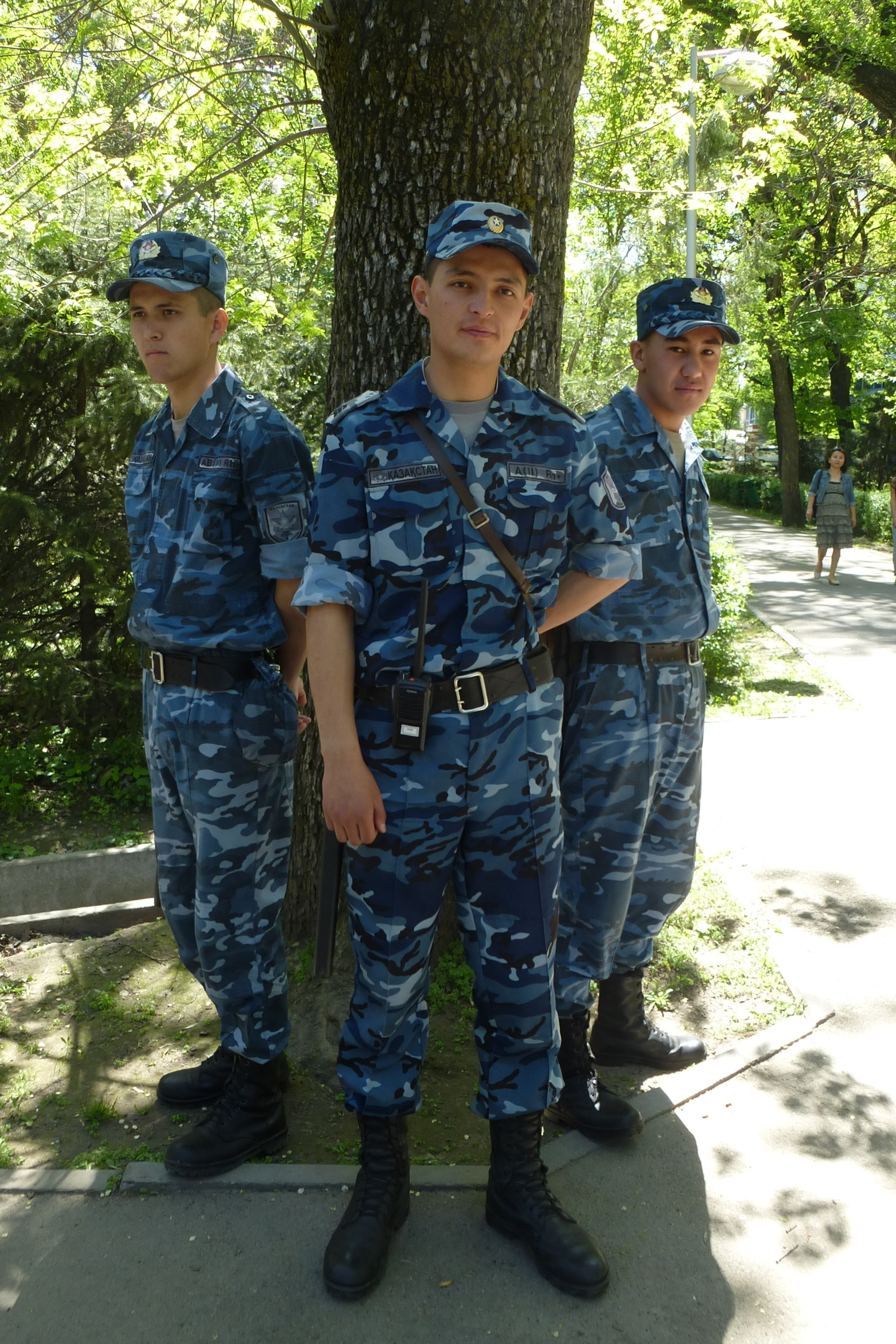
Военнослужащие Национальной гвардии Казахстана в обмундировании прежнего исторического этапа — «городской камуфляж».
г. Алма-Ата. Май 2014

Знаками различия Национальной гвардии являются элементы формы (шитье, лампасы, шнуры и т. д.), кокарды, эмблемы, погоны и нашивки.
Цвет канта на погонах и поперечных полос (у офицеров) — краповый. Погоны высшего состава с краповым кантом и вышивкой вокруг звёзд на парадных погонах.

## Символ и флаг
Национальная гвардия Казахстана имеет флаг и символ. Региональные командования, соединения и воинские части Национальной гвардии имеют боевые знамёна установленного образца.
Символ Национальной гвардии Республики Казахстан представляет собой изображение лучей солнца с охваченными снизу силуэтным изображением парящего орла (элемент Государственного флага Республики Казахстан) голубого цвета, в средней части лучей располагается изображение шаңырака (элемент Государственного герба Республики Казахстан), выполненное в золотисто-жёлтом цвете, поверх которого размещен силуэт всадника, скачущего на коне, в руках держащий древко с флагом, в краповом цвете. Между лучами солнца и силуэтным изображением парящего орла располагается надпись на казахском языке «ҰЛТТЫҚ ҰЛАН». Надпись, изображение лучей и силуэтные очертания орла выполнены в золотисто-жёлтом цвете.
Флаг Национальной гвардии Республики Казахстан представляет собой прямоугольное двухстороннее полотнище голубого цвета, в центре которого расположено изображение символа Национальной гвардии. Соотношение общей ширины и длины флага — 1:2.